# Gelo VII
Gelo VII é uma forma cristalina cúbica de gelo. O gelo comum da água é conhecido como gelo Ih (na nomenclatura de Bridgman). Diferentes tipos de gelo, do gelo II ao gelo XVIII, têm sido criados em laboratório a diferentes temperaturas e pressões.  

## Características
O gelo VII é metaestável em uma ampla faixa de temperaturas e pressões e se transforma em gelo amorfo de baixa densidade em temperaturas acima de 120 K. O gelo VII tem um ponto triplo com a água líquida e o gelo VI a 355 K e 2,216 GPa, com a linha de fusão se estendendo até pelo menos 715 K e 10 GPa.
O gelo VII pode ser formado a partir da redução da temperatura da água líquida a uma pressão acima acima de 3 GPa, a partir da descompactação do gelo VI de água pesada (D2O) abaixo de 95 K, a partir da compressão rápida via ondas de choque (o que leva nanossegundos)  e a partir do aumento da pressão no gelo VI à temperatura ambiente.
Como a maioria das fases do gelo (incluindo o gelo Ih ), as posições dos átomos de hidrogênio são desordenadas. Além disso, os átomos de oxigênio são desordenados em vários locais.  A estrutura do gelo VII compreende uma estrutura de ligação de hidrogênio na forma de duas sub-redes interpenetrantes (mas não ligadas). As ligações de hidrogênio passam pelo centro dos hexâmeros da água e, portanto, não conectam as duas redes.  
O gelo VII tem uma densidade de cerca de 1,65 g cm-3 (a 2,5 GPa e 298 K),  que é menor do que o dobro da densidade do gelo Ic, pois as distâncias entre redes de O–O são 8% mais longas (a 0,1 MPa) do que o possível para permitir a interpenetração. A célula unitária cúbica tem um comprimento lateral de 3,3501 Å (para D2O, a 2,6 GPa e 295 K) e contém duas moléculas de água.
O gelo VII é a única fase desordenada do gelo que pode ser ordenada por um simples resfriamento,  e forma gelo VIII (ordenado) a temperaturas abaixo de 273 K até pressões de aproximadamente 8 GPa. Acima dessa pressão, a temperatura de transição entre o gelo VII e o gelo VIII cai rapidamente, atingindo 0 K a aproximadamente 60 GPa.  Assim, o gelo VII tem o maior campo de estabilidade de todas as fases moleculares do gelo. As sub-redes de oxigênio cúbico que formam a espinha dorsal da estrutura do gelo VII persistem a pressões de pelo menos 128 GPa;  essa pressão é substancialmente mais alta do que aquela em que a água perde completamente seu caráter molecular, formando gelo X. Em gelos de alta pressão, a difusão protônica (movimento de prótons ao redor da rede de oxigênio) domina a difusão molecular, um efeito que foi medido diretamente. 

## Ocorrência natural
Cientistas levantam a hipótese de que o gelo VII possa constituir o fundo do oceano de Europa, bem como planetas extra-solares (como Gliese 436 b e Gliese 1214 b), que são em grande parte feitos de água.
Em 2018, o gelo VII foi identificado entre inclusões encontradas em diamantes naturais. Devido a essa demonstração de que o gelo VII existe na natureza, a Associação Internacional de Mineralogia classificou o gelo VII como um mineral distinto.  O gelo VII foi presumivelmente formado quando a água presa no interior dos diamantes reteve a alta pressão do manto profundo devido à força e rigidez das redes do diamante, mas resfriou-se às temperaturas da superfície, produzindo o ambiente necessário de alta pressão sem uma alta temperatura. 